# Columbia (berg)
Columbia is een berg op de grens van de Canadese provincies Alberta en British Columbia. Het is het hoogste punt in Alberta en de op een na hoogste piek van de Canadese Rocky Mountains.
Columbia maakt deel uit van het Columbia-ijsveld en dankt zijn naam aan de Columbiarivier. Deze werd hem in 1898 door J. Norman Collie gegeven.

## Routes
De normale route ligt aan de oostkant en is een niet-technische beklimming via de gletsjer. Deze beklimming gaat recht omhoog over het ijsveld. Andere routes gaan via de North Ridge en hebben de moeilijkheidsgraad V (YDS 5.7, W3).